# Anthribola quinquemaculata
Anthribola quinquemaculata is een keversoort uit de familie van de boktorren (Cerambycidae). De wetenschappelijke naam van de soort werd in 1875 als Sagridola quinquemaculata gepubliceerd door Charles Owen Waterhouse.